# Pandala dolosa
Pandala dolosa är en fjärilsart som beskrevs av Walker 1855. Pandala dolosa ingår i släktet Pandala och familjen Eupterotidae. Inga underarter finns listade i Catalogue of Life.